# Powiat zborowski (Galicja)
Powiat zborowski – dawny powiat kraju koronnego Królestwo Galicji i Lodomerii, istniejący w latach 1904–1918. Siedzibą starostwa był Zborów.
Powiat zborowski utworzono 1 września 1904 przez wyłączenie z powiatu złoczowskiego powiatu sądowego Zborów i przekształcenie go w nowy powiat polityczny. Powołano go do życia postanowieniem cesarza Franciszka Józefa I z 13 sierpnia 1904, podanym do wiadomości obwieszczeniem Ministra Spraw Wewnętrznych z 17 sierpnia 1904. 1 października 1910 przyłączono gminę Krasna z powiatu brzeżańskiego
Po porzejściu pod administrację polską po I wojnie światowej został przekształcony w powiat zborowski, od 1920 w województwie tarnopolskim.